# Heart of China
Heart of China è un videogioco del genere avventura grafica del 1991 sviluppato dalla Dynamix e distribuito dalla Sierra On-Line. 
Il gioco segue le vicende di Jake "Lucky" Masters e i suoi tentativi di salvare l'infermiera Kate Lomax da un Signore della guerra cinese.

## Trama
Nella Hong Kong degli anni '30 l'ex pilota da caccia della prima guerra mondiale Jake "Lucky" Masters viene assunto dal ricco uomo d'affari E.A. Lomax per una pericolosa missione: la figlia di Lomax, Kate, è stata rapita dal Signore della guerra Li Deng e imprigionata in una fortezza a Chengdu. Per salvarla, Lucky deve ottenere l'aiuto di un misterioso ninja di nome Zhao Chi. 
Dopo essere entrati nella fortezza di Deng, Lucky e Chi recuperano Kate e fuggono. Kate viene morsa da un serpente durante l'operazione e l'unica medicina in grado di salvarla si trova a Kathmandu in Nepal. Dopo ulteriori avventure ad Istanbul il trio raggiunge infine Parigi.

## Modalità di gioco
Il gioco prevede tre diversi finali a seconda delle scelte compiute dal giocatore. Alcune di esse possono rallentare il gruppo (o essere fatali): al termine di ogni giornata, la ricompensa di Lucky viene ridotta di 20.000 dollari. Alcune parti dell'avventura vengono giocate dal punto di vista di Chi o di Kate. Sono presenti due opzionali sequenze arcade

## Produzione
Il gioco è stato sviluppato sul Dynamix Game Development System usato per prima volta in Rise of the Dragon. La grafica è un misto di fotografie digitalizzate di attori in carne ed ossa e scenografie dipinte a mano. Supporta la risoluzione VGA a 256 colori. A causa del budget ristretto, la Dynamix dovette assumere parte del cast attoriale tra i dipendenti della compagnia stessa, oltre a propri famigliari.

## Accoglienza
- La rivista Ace diede al gioco una valutazione di 910 su 1000, definendolo "una svolta significativa nel genere dello storytelling interattivo" e dichiarando che diversamente da giochi contemporanei quali Rise of the Dragon e Space Quest IV non ha solamente grafica e suono eccellenti ma anche una trama appropriata. Nella recensione si parla anche della somiglianza tra la storia del gioco e quella del film del 1983 con Tom Selleck Avventurieri ai confini del mondo.[2]
- Computer Gaming World dichiarò che "Heart of China è tutto ciò che un buon film d'avventura dovrebbe essere: veloce, teso, ingegnoso, arguto, vario di ambientazione e con una trama agile. Soprattutto, è divertente". La rivista elogiò la grafica, le musiche e la storia, concludendo che era "un'esperienza cinematografica da assaporare".[3]
- La rivista Dragon gli attribuì 5 stelle su 5.[4]
- PC Format lo definì uno dei 50 migliori videogiochi di sempre, scrivendo che "le vere stelle sono le splendide scene digitalizzate che creano una straordinaria esperienza atmosferica che è anche un'avventura difficile."[5]
- La rivista Computer+Videogiochi assegnò 87% alla versione PC, lodando soprattutto l'aspetto grafico, ma segnalando l'eccessiva linearità della trama[6].